# Minna Blanckertz
Minna Blanckertz (* 25. Juni 1867 in Düsseldorf; † 10. Dezember 1955 in Ellwangen) war eine deutsche Sozialpädagogin, Vorsitzende des Rheinischen Frauenklubs und  als Privatier karitativ tätig.

## Leben
Wilhelmine Blanckertz, genannt Minna, wurde 1867 in die Düsseldorfer Fabrikantenfamilie Blanckertz hineingeboren, die ihr eine sorgenfreie Existenz ermöglichte. Die privilegierte Herkunft war für sie eine lebenslange Verpflichtung sich wohltätig zu engagieren. 
Minna Blanckertz gehörte 1905 mit Clara Poensgen, welche auch im Verein für Frauenfürsorge war, und Agnes Preyer zu den Gründungsfrauen des Rheinischen Frauenklubs. Seit 1911 baute sie als 1. Vorsitzende den Frauenklub für „gebildete Frauen und Mädchen“, mit Sitz im Haus aus Familienbesitz in der Rosenstraße 20, zu einem kulturellen und gesellschaftlichen Mittelpunkt der bürgerlichen Frauenwelt der Stadt aus. Unter dem Dach des Rheinischen Frauenklubs mit selbiger Anschrift gab es eine Stellenvermittlung.
So war sie auch Mitglied und im Jahre 1914 im erweiterten Vorstand des „Frauenbund zur Ehrung rheinländischer Dichter“, welcher am 3. Juli 1909 in Darmstadt gegründet wurde. Für die Unterstützung von bedürftigen Künstlerinnen engagierte sie sich im Verein Düsseldorfer Künstlerinnen, dem sie seit seiner Gründung 1911 verbunden war. Mit vielen Künstlerinnen war sie befreundet, u. a. mit der Schriftkünstlerin Anna Simons, welche 1912 in der Rosenstraße Nr. 20 kurzzeitig ihren Wohnsitz hatte.
Als Autorin verfasste sie das pädagogische Arbeitsbuch für Kindergärten Was schenkt die Natur dem Kinde? Anleitung zur Naturbetrachtung und Beschäftigung, welches bei B. G. Teubner Verlag von 1910 bis 1926 mit vier Auflagen erschien.
Mit der Hauptführung des Vaterländische Frauenvereins war Minna Blanckertz an der Entwicklung des Roten Kreuzes in Düsseldorf maßgeblich beteiligt. Mit Ausbruch des Ersten Weltkriegs im August 1914 trat für die Düsseldorfer Rotkreuzgesellschaft der Ernstfall ein, da Düsseldorf das große Nachschubzentrum und Lazarettort für die Westfront war. Die Kolonnenmitglieder betreuten und transportieren die verwundeten Soldaten vom Bahnhof in Bilk zu den Lazaretten. Der Vaterländische Frauenverein, mit Minna Blanckertz als Vorsitzende, erlebte in dieser Zeit einen unglaublichen Aufschwung. Über 3000 Helferinnen übernahmen die Pflege in den Lazaretten, welche über die ganze Stadt verteilt lagen. Der Frauenverein richten zusammen mit der Stadtverwaltung im Rathaus eine „Zentralstelle für freiwillige Liebestätigkeit“ ein. Minna Blanckertz leitete dort die Kinderfürsorge. Zuvor war sie schon an der Einrichtung der Kaiserin-Auguste-Viktoria-Krippe, gebaut 1913 bis 1914 von Carl Wilhelm Schleicher in der Blumenthalstraße 12, wesentlich beteiligt. Dazu betrieb der Vaterländische Frauenverein noch die Verbands- und Krankenerfrischungsstellen an Bahnhöfen, Vermissten-Auskunftsstellen, Verwundetenheime, Wöchnerinnenasyle, Krippen, Horte, Kriegsküchen und Nähstuben. Drei Jahre nach Ende des Krieges schlossen sich 1921 die Landesmänner- und Landesfrauenvereine unter dem Namen Deutsches Rotes Kreuz zusammen, um sich den Aufgaben der Wohlfahrtspflege zu widmen.
Mit der „Schatulle“, einer Sammel- und Tauschstelle für private Wertgegenstände in der Jacobistraße 12, schuf Blanckertz eine effektive Schuldner-Unterstützungs-Einrichtung und baute während der Inflation von 1914 bis 1923 eine Fürsorge für Rentner auf, die später von der Stadt Düsseldorf übernommen wurde. Um 1930 wandelte sie das Klubgebäude des Vereins in ein Rentnerinnenheim; ein weiteres Klubhaus mit geschlossener Gesellschaft war in der Inselstraße Nr. 15.
Als Düsseldorf im Zweiten Weltkrieg verstärkten Bombardements ausgesetzt war, zog Minna Blanckertz 1944 zu Verwandten nach Baden-Württemberg, Ellwangen, wo sie im Dezember 1955 im Alter von 88 Jahren verstarb.

## Ehrung
Zu ihrem Gedenken wurde im Jahre 1956 die „Blanckertzstraße“, mit Verlauf ab Bergische Landstraße bis Am Backesberg in Ludenberg, benannt. Vom Deutschen Roten Kreuz Kreisverband Düsseldorf e.V. wurde sie für ihre weitreichenden Aktivitäten posthum mit der Benennung des Alten- und Pflegeheim „Minna-Blanckertz-Heim“ an der Kölner Landstraße in Wersten geehrt.